# Oettinger Sportsystems
Oettinger Sportsystems GmbH – niemieckie przedsiębiorstwo branży motoryzacyjnej, zajmujące się tuningiem samochodów marki Audi, Volkswagen, Škoda oraz SEAT. Przedsiębiorstwo powstało w 1946 roku, tuningiem mechanicznym zajmuje się od 1949 roku a optycznym od 1983. Siedziba przedsiębiorstwa mieści się we Friedrichsdorfie.